# Mohamed Abla

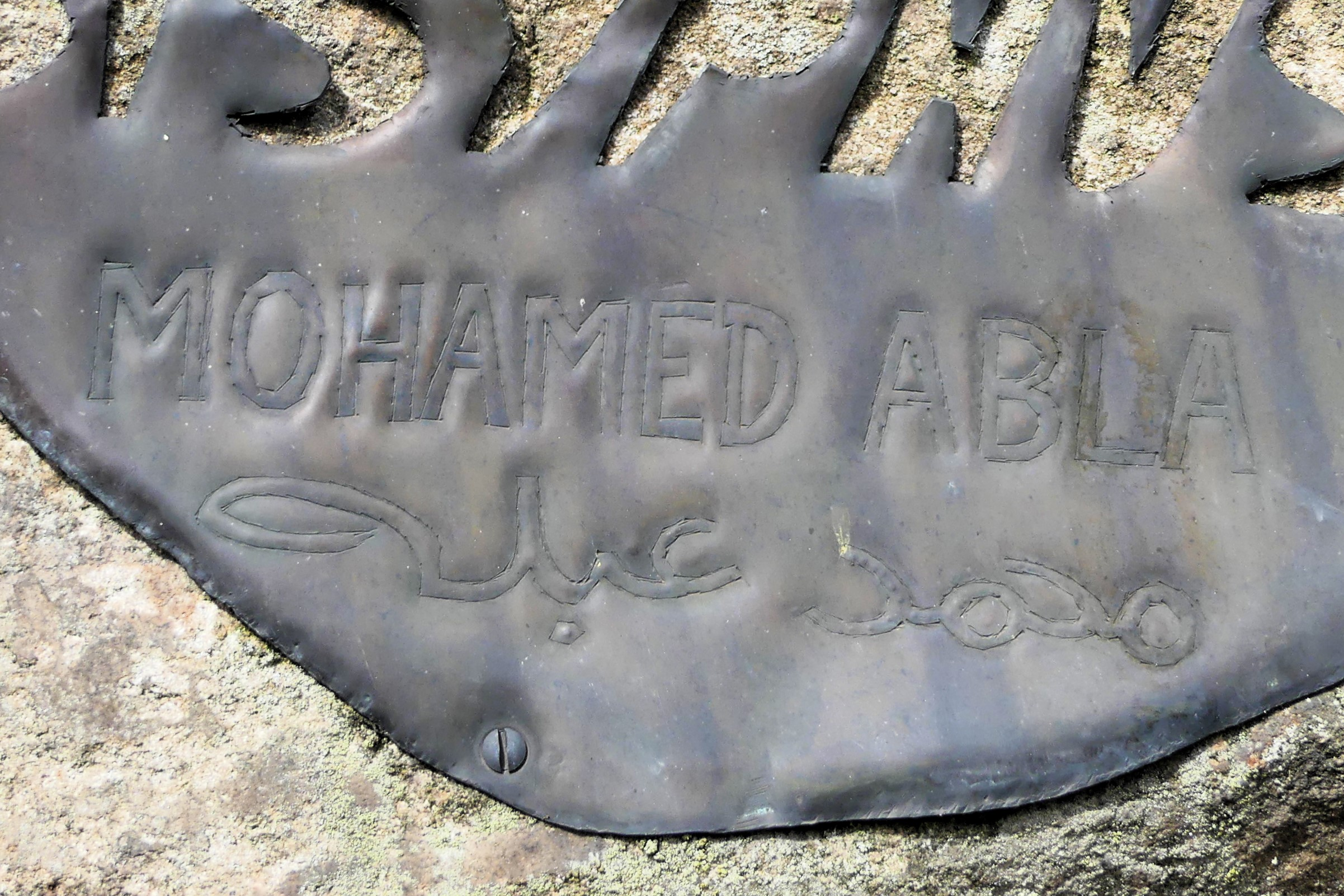
Namenszug von Mohamed Abla

Mohamed Abla (arabisch محمد عبلة, DMG Muḥammad ʿAbla; geboren 1953 in Belqas, Ägypten) ist ein ägyptischer Künstler und Aktivist. In den 80er Jahren nahm er in Berlin als Künstler die Impulse der Jungen Wilden auf. Er erhielt 2022 die Goethe-Medaille und setzte sich für Verständigung und Vielfalt innerhalb der ägyptischen Kunstszene ein.  Außerdem war er Teil des 50er-Verfassungskomitees des Landes Ägypten. 2024 gab er die Goethe-Medaille aus Protest gegen die deutsche Israel-Politik während des Kriegs in Gaza zurück.

## Leben und Werk
Abla kam im Nildelta zur Welt. Er studierte an der Hochschule für Bildende Künste (Fakultät für Malerei) in Alexandria, in Wien und Zürich Bildhauerei und Druckgrafik. In den 80er Jahren nahm er in Berlin als Künstler die Impulse der Neuen Wilden auf. Abla lebte einige Jahre in Walsrode, 1986 kehrte er nach Ägypten zurück.
Mohamed Abla ist ein Multimediakünstler. In seinen Arbeiten verbindet er Collagen, orientalische Kultur- und Maltechniken, Kalligraphie und Skulpturen. Er nutzt insbesondere die Mittel des Storytellings, um seine Werke ansprechend und nachvollziehbar zu gestalten.
In seinen Kairo-Bildern von 2010 übt er Kritik an die Stadterneuerung in der Hauptstadt Ägyptens, an die aufgerissenen Fassaden der „Cairo Towers“ und der Brücken. Später zog er sich in Kairo zurück, malte einen symbolischen und abstrakten Stil; so zum Beispiel 2020 eine Kakteen-Serie mit blauen und roten Gewächsen.
Heute lebt er in Kairo und Fayoum, wo er auch ein Karikaturenmuseum betreibt.
Abla hat in den Niederlanden, in Schweden und Kuwait ausgestellt. Das British Museum in London zeigte seine Bilder.

## Kontroversen
Vor dem Hintergrund des Israel-Gaza-Krieges 2023/2024 erklärte Abla am 6. März 2024 auf Facebook, dass er die ihm 2022 verliehene Goethe-Medaille aus Protest gegen Deutschlands „absolute und bedingungslose Unterstützung“ für Israels „ethnische Säuberung“ der Palästinenser zurückgegeben habe. Die im Jahr 2020 ebenfalls mit der Goethe-Medaille ausgezeichnete südafrikanische Schriftstellerin Zukiswa Wanner erklärte am selben Tag, ihre Medaille aus Protest gegen die deutsche Unterstützung für Israel ebenfalls zurückgegeben zu haben.

## Ausstellungen (Auswahl)
- 1979 Galerie Hohmann, Walsrode
- 1989 in der Galerie Ewat, Leeuwarden
- 1991 in der Art Hall, Örebro
- 1991 Ägyptische Akademie, Rom
- 1992 Galerie Cairo-Berlin, Berlin
- 1998 Hart Gallery Carmel, California
- 2007 Kunstmuseum Bonn
- 2022 Galerie Eigenheim, Weimar

## Auszeichnungen und Ehrungen
- Gewinner der Young Artists Exhibition in Kairo 1977
- Gewinner der Biennale 1998[7]
- Goethe-Medaille 2022